# FKC MMA
FKC MMA (Frölunda Kampsportcenter) är en kampsportsklubb i Västra Frölunda där det tränas följande:
- MMA
- Shootfighting

Huvudinstruktör är Jim Bergman.
Klubben är tävlingsinriktad och har flera tävlande i både amatör och professionell MMA.
Klubben har tävlanden även i följande:
- Thaiboxning
- Submission Wrestling
- Brasiliansk Jiu-Jitsu

Klubben är ansluten till Svenska Budo & Kampsportsförbundet och flera av dess underförbund:
- Svenska MMA-Förbundet
- Svenska Shootfightingförbundet
- Svenska Muay Thai-Förbundet
- Svenska Brasiliansk jiu-jitsu-Förbundet
- Svenska Submission Wrestlingförbundet.

## Historia
Frölunda Kampsportcenter bildades hösten 2006 med Jim Bergman och Farzad Faily som initiativtagare. Klubben är idag en av Göteborgs allra största kampsportsföreningar. 

## Topputövare
Några av namnen som passerat Frölunda Kampsportcenters lokaler genom åren är Rami Aziz, Jakub Bugai, Magnus Strandner, Erik Carlsson, Zvonimir Kralj mfl.

### Aktiva proffsfighters
| Namn           | Viktklass  | Födelsedatum    | Matchfacit | Kom till klubben | Kom ifrån |
| Erik Carlsson  | Weltervikt | 18 januari 1993 | 4-1        | 2010             |           |
| Pierre Hedberg | Mellanvikt | 10 juli 1991    | 1-0        | 2008             |           |